# Robyn Is Here
Robyn Is Here é o álbum de estreia da cantora pop sueca Robyn. Ele foi lançado pela BMG em 1995 na Suécia, em 1996 no Japão e nos Estados Unidos em 24 de junho de 1997, com uma lista de faixas alternadas. Em 1998, o álbum recebeu um disco de platina nos Estados Unidos e um e vendeu mais de 922 mil cópias de acordo com a Nielsen Sound Scan. O álbum foi produzido pelo grupo sueco de produção, Ghost, com todas as músicas com a co-autoria da própria Robyn. Denniz Pop e Max Martin produziram dois dos quatro singles do álbum, "Do You Know (What It Takes)" e "Show Me Love". Ambos os singles ficaram na sétima posição nos Estados Unidos e na oitava posição das mais tocadas, no Reino Unido.

## Crítica
Peter Robinson, escrevendo para Melody Maker, em fevereiro de 1998, descreveu o álbum Robyn Is Here como um "álbum impressivo" e destacou-o como uma alternativa para outros pops contemporâneos; "Robyn Is Here é um álbum furtivo, funky e para todos aqueles desapontados com a música de Louise Redknapp, desiludidos com a Spice Girls, ou distraídos pelas músicas elaboradas as pressas de Kim Wilde."

## Faixas
| N.º | Título                                 | Compositor(es)                        | Duração |  |
| 1.  | "Bumpy Ride"                           | Robyn, Ulf Lindström, Johan Ekhé      | 4:09    |  |
| 2.  | "In My Heart"                          | Robyn, Lindström, Ekhé                | 3:59    |  |
| 3.  | "You've Got That Somethin'"            | Robyn, Lindström, Ekhé                | 3:44    |  |
| 4.  | "Do You Know (What It Takes)"          | Robyn, Denniz Pop, Max Martin, Herbie | 3:39    |  |
| 5.  | "The Last Time"                        | Robyn, Lindström, Ekhé                | 4:40    |  |
| 6.  | "Just Another Girlfriend"              | Robyn, Christian "Falcon" Falk        | 5:20    |  |
| 7.  | "Don't Want You Back"                  | Robyn, Lindström, Ekhé                | 4:00    |  |
| 8.  | "Do You Really Want Me (Show Respect)" | Robyn, Lindström, Ekhé                | 4:25    |  |
| 9.  | "How"                                  | Robyn, Lindström, Ekhé                | 4:38    |  |
| 10. | "Here We Go"                           | Robyn, Anders Bagge, Harry Sommerdahl | 4:43    |  |
| 11. | "Where Did Our Love Go"                | Robyn, Bagge, Sommerdahl              | 5:18    |  |
| 12. | "Robyn Is Here"                        | Robyn, Falk                           | 5:25    |  |
| 13. | "I Wish"                               | Robyn                                 | 2:30    |  |

## Prêmios
| País           | Prêmios             | Vendas    |
| -------------- | ------------------- | --------- |
| Suécia         | 2x Disco de Platina |           |
| Estados Unidos | Disco de Platina    | 922 mil + |

## Histórico de Lançamento
| País           | Ano                 | Gravadora        |
| -------------- | ------------------- | ---------------- |
| Suécia         | 1995                | BMG, Ariola      |
| Japão          | 1996                | BMG, Ariola      |
| Estados Unidos | 24 de junho de 1997 | BMG, RCA Records |
| Canadá         | 24 de junho de 1997 | BMG, RCA Records |